# Slan
Slan este un roman științifico-fantastic scris de A. E. van Vogt precum și numele unei rase de super-ființe care apar în roman. Romanul a fost inițial serializat în revista Astounding Science Fiction (în perioada septembrie - decembrie 1940). Ulterior a fost publicat în ediție hardcover în 1946 de către Arkham House, într-o ediție cu un tiraj de 4051 de exemplare.
Rasa Slan sunt oameni evoluați, numiți după pretinsul lor creator, Samuel Lann. Ei au abilități psihice pentru a citi mințile și sunt super-inteligenți. Ei aproape că nu obosesc niciodată, au "nervi de oțel", precum și putere și viteză superioare. Atunci când un Slan este bolnav sau rănit grav, el intră într-o transă de vindecare în mod automat.